# Osorkon Già
Aakheperre Setepenre Osorkon Già là vị vua thứ năm thuộc Vương triều thứ hai mươi mốt của Ai Cập và là vị pharaon gốc Libya đầu tiên cai trị Ai Cập. Ông cũng được biết đến như là "Osochor" theo Aegyptiaca của Manetho.

## Tiểu sử
Osorkon Già là con trai của Shoshenq A, Đại Thủ lĩnh người Ma với người vợ sau Mehtenweshkhet, người vốn được phong tặng tước hiệu cao quý "Mẹ của đức Vua" trong một ghi chép. Osochor là anh trai của Nimlot A, Đại Thủ lĩnh của người Ma, và Tentshepeh, con gái của Đại Thủ lĩnh người Ma và do đó là một người bác của Shoshenq I, vị vua sáng lập nên Vương triều thứ 22. Sự tồn tại của ông ban đầu đã bị hầu hết các học giả nghi ngờ cho đến khi Eric Young xác minh vào năm 1963 rằng buổi lễ bổ nhiệm viên Tư Tế tên là Nespaneferhor vào năm thứ 2 I Shemu ngày 20 dưới vương triều một vua tên là Aakheperre Setepenre -trên mảnh vỡ 3B dòng 1-3 của Biên Niên Tư Tế Karnak -xảy ra một thế hệ trước lễ bổ nhiệm của Hori, con trai Nespaneferhor vào năm 17 của Siamun, mà còn được ghi lại trong cùng biên niên sử. Young cho rằng vị vua Aakheperre Setepenre này là Osochor. Giả thuyết này đã không hoàn toàn chấp nhận bởi tất cả các nhà Ai Cập học tại thời điểm đó.
Tuy nhiên trong một bài báo năm 1976-1977, Jean Yoyotte lưu ý rằng một vị vua Libya mang tên là Osorkon, con trai của Shoshenq A với công nương Mehtenweshkhet, và rõ ràng Mehtenweshkhet mang tước hiệu "Mẹ của Đức Vua" trong một tài liệu phả hệ chắc chắn. Vì không một ai trong số các vị vua cùng mang tên Osorkon lại có một bà mẹ tên là Mehtenweshkhet, điều đó dẫn đến kết luận rằng Aakheperre Setepenre thực sự là vua Osochor của Manetho, và có mẹ là Mehtenweshkhet. Công nương Mehtenweshet A cũng là mẹ của Nimlot A, Đại Thủ lĩnh của người Meshwesh và do đó là bà nội của Shoshenq I.
Năm 1999 Chris Bennett đưa ra một giả thuyết về một nữ hoàng Karimala mà được biết đến từ một dòng chữ ở đền thờ của Semna là con gái của ông. Bà được gọi là "con gái của đức vua" và "Vợ của đức vua". Tên của bà cho thấy rằng bà có thể là người Libya. Và từ niên đại của dòng chữ (năm 14), bà có thể là nữ hoàng của một trong hai vị vua Siamun hoặc vua Psusennes II. Bennett thiên về một cuộc hôn nhân với Siamun, bởi vì trong trường hợp đó bà có thể thay thế vị trí Phó vương xứ Kush của Neskhons vốn là một chức vụ tôn giáo tượng trưng ở Nubia sau khi ông này qua đời vào năm 5 dưới triều vua Siamun.
Vương triều của Osorkon Già có vai trò quan trọng bởi vì nó báo hiệu sự xuất hiện của vương triều thứ hai mươi hai gốc Libya. Ông được coi là đã cai trị sáu năm theo Aegyptiaca của Manetho và được Siamun kế vị, vị vua này có thể là một trong hai người con trai của Osorkon hoặc một cư dân bản địa Ai Cập.